# Segundo gobierno de Julio María Sanguinetti
El segundo gobierno de Julio María Sanguinetti comenzó a partir de su asunción como Presidente de la República Oriental del Uruguay el 1 de marzo de 1995, luego de ganar en las elecciones nacionales de 1994. Durante este período de gobierno se realizaron reformas sustanciales en el sistema electoral con la reforma constitucional de 1996, mientras que en el área de seguridad social se estableció un nuevo sistema que prevé la existencia de las llamadas AFAP o entidades privadas de administración de aportes jubilatorios en modalidad de ahorro individual. También se destacó la llamada reforma educativa de Germán Rama con reformas en los planes de estudio de educación inicial, primaria y secundaria. En la segunda mitad del período comenzó un período de recesión económica que trascendió su período gubernamental.

## Asunción
El 1 de marzo de 1995 Julio María Sanguinetti asumió como presidente de la República. Los mandatarios extranjeros que asumieron para la asunción fueron el presidente de Argentina Carlos Menem, el de Bolivia Gonzalo Sánchez de Lozada, el de Brasil Fernando Henrique Cardoso, el de Chile Eduardo Frei, el de Colombia Ernesto Samper, el de Ecuador Sixto Durán-Ballén, el de Paraguay Juan Carlos Wasmosy y el mandatario de Perú Alberto Fujimori. En la cena de festejo la noche anterior hubo un incidente cuando el ecuatoriano Durán-Ballén se encontró en la entrada de la fiesta con Fujimori, negándole el saludo aduciendo que no saludaría a alguien quien tenía las manos «sucias de sangre ecuatoriana», por lo acontecido durante la Guerra del Cenepa.
Posteriormente a la entrega de la banda Sanguinetti prestó juramento ante la Asamblea General como mandata la Constitución y pronunció un extenso discurso lleno de reflexiones generales sobre el nuevo mundo que se venía, con las nuevas comodidades que comenzó a ofrecer la tecnología, estaba lleno de certezas pero también de incertidumbres, que la paz social que parecía alcanzada comenzaba a convivir con flagelos como el narcotráfico, la violencia, el crimen organizado, el fundamentalismo religioso y el terrorismo. Asimismo reivindicó el debate siempre que no terminara en un disenso que frustre los encuentros y las construcciones.
En su discurso manifestó la necesidad de profundizar el vínculo del Mercosur, reformar la constitución, el sistema educativo para buscar la mejor versión de las personas, y la urgente necesidad de reformar el sistema de seguridad social debido a la situación demográfica del país. Hizo referencia a la necesidad de liberalizar la economía y extender la exportación de bienes manufacturados además de los bienes primarios. Para terminar su discurso, demostró su deseo de solidaridad latinoamericana y de que los mandatarios de Ecuador y Perú y los pueblos que representaban encontraran el camino de la paz. El discurso fue en general recibido favorablemente por los presentes, entre ellos por José Mujica.
Al terminar su disertación, Sanguinetti se dirigió junto con el vicepresidente Hugo Batalla en automóvil al Palacio Estéves, para recibir de mano del presidente saliente Luis Alberto Lacalle la banda presidencial. Lacalle expresó su deseo de éxito al nuevo presidente y Sanguinetti lo acompañó a la salida al terminar la ceremonia. Luego de esto, Sanguinetti anunció los primeros nombres que integrarían su gabinete de gobierno.

## Gabinete
| Gabinete de Ministros del Segundo Gobierno de Julio María Sanguinetti | Gabinete de Ministros del Segundo Gobierno de Julio María Sanguinetti | Gabinete de Ministros del Segundo Gobierno de Julio María Sanguinetti | Gabinete de Ministros del Segundo Gobierno de Julio María Sanguinetti | Gabinete de Ministros del Segundo Gobierno de Julio María Sanguinetti |
| Ministerio                                                            | Titular                                                               | Partido                                                               | Partido                                                               | Período                                                               |
| --------------------------------------------------------------------- | --------------------------------------------------------------------- | --------------------------------------------------------------------- | --------------------------------------------------------------------- | --------------------------------------------------------------------- |
| Ministerio de Defensa Nacional                                        | Raúl Iturria                                                          |                                                                       | Nacional                                                              | 1 de marzo de 1995 - 16 de octubre de 1998                            |
| Ministerio de Defensa Nacional                                        | Juan Luis Storace                                                     |                                                                       | Nacional                                                              | 16 de octubre de 1998 - 1 de marzo de 2000                            |
| Ministerio de Economía y Finanzas                                     | Luis Mosca                                                            |                                                                       | Colorado                                                              | 1 de marzo de 1995 - 1 de marzo de 2000                               |
| Ministerio de Educación y Cultura                                     | Samuel Lichtensztejn                                                  |                                                                       | Colorado                                                              | 1 de marzo de 1995 - 18 de agosto de 1998                             |
| Ministerio de Educación y Cultura                                     | Yamandú Fau                                                           |                                                                       | Colorado                                                              | 18 de agosto de 1998 - 1 de marzo de 2000                             |
| Ministerio de Ganadería, Agricultura y Pesca                          | Carlos Gasparri                                                       |                                                                       | Colorado                                                              | 1 de marzo de 1995 - febrero de 1998                                  |
| Ministerio de Ganadería, Agricultura y Pesca                          | Sergio Chiesa                                                         |                                                                       | Nacional                                                              | febrero de 1998 - 15 de marzo de 1999                                 |
| Ministerio de Ganadería, Agricultura y Pesca                          | Ignacio Zorrilla de San Martín                                        |                                                                       | Colorado                                                              | 15 de marzo de 1999 - 24 de agosto de 1999                            |
| Ministerio de Ganadería, Agricultura y Pesca                          | Luis Brezzo                                                           |                                                                       | Colorado                                                              | 24 de agosto de 1999 - 14 de febrero de 2000                          |
| Ministerio de Ganadería, Agricultura y Pesca                          | Juan Notaro                                                           |                                                                       | Colorado                                                              | 14 de febrero de 2000 - 1 de marzo de 2000                            |
| Ministerio de Industria, Energía y Minería                            | Federico Slinger                                                      |                                                                       | Cívico                                                                | 1 de marzo de 1995 - 23 de diciembre de 1996                          |
| Ministerio de Industria, Energía y Minería                            | Julio Herrera                                                         |                                                                       | Colorado                                                              | 23 de diciembre de 1996 - 10 de enero de 2000                         |
| Ministerio de Industria, Energía y Minería                            | Primavera Garbarino                                                   |                                                                       | Colorado                                                              | 10 de enero de 2000 - 1 de marzo de 2000                              |
| Ministerio del Interior                                               | Didier Opertti                                                        |                                                                       | Colorado                                                              | 1 de marzo de 1995 - 2 de febrero de 1998                             |
| Ministerio del Interior                                               | Luis Hierro López                                                     |                                                                       | Colorado                                                              | 2 de febrero de 1998 - 9 de octubre de 1998                           |
| Ministerio del Interior                                               | Guillermo Stirling                                                    |                                                                       | Colorado                                                              | 9 de octubre de 1998 - 1 de marzo de 2000                             |
| Ministerio de Relaciones Exteriores                                   | Álvaro Ramos                                                          |                                                                       | Nacional                                                              | 1 de marzo de 1995 - 2 de febrero de 1998                             |
| Ministerio de Relaciones Exteriores                                   | Didier Opertti                                                        |                                                                       | Colorado                                                              | 2 de febrero de 1998 - 1 de marzo de 2000                             |
| Ministerio de Salud Pública                                           | Alfredo Solari                                                        |                                                                       | Colorado                                                              | 1 de marzo de 1995 - 18 de marzo de 1997                              |
| Ministerio de Salud Pública                                           | Raúl Bustos                                                           |                                                                       | Colorado                                                              | 18 de marzo de 1997 - 1 de marzo de 2000                              |
| Ministerio de Trabajo y Seguridad Social                              | Ana Lía Piñeyrúa                                                      |                                                                       | Nacional                                                              | 1 de marzo de 1995 - 7 de diciembre de 1999                           |
| Ministerio de Trabajo y Seguridad Social                              | Juan Ignacio Mangado                                                  |                                                                       | Nacional                                                              | 7 de diciembre de 1999 - 1 de marzo de 2000                           |
| Ministerio de Transporte y Obras Públicas                             | Lucio Cáceres                                                         |                                                                       | Colorado                                                              | 1 de marzo de 1995 - 1 de marzo de 2000                               |
| Ministerio de Turismo                                                 | Benito Stern                                                          |                                                                       | Colorado                                                              | 1 de marzo de 1995 - 1 de marzo de 2000                               |
| Ministerio de Vivienda, Ordenamiento Territorial y Medio Ambiente     | Juan Chiruchi                                                         |                                                                       | Nacional                                                              | 1 de marzo de 1995 - 24 de agosto de 1999                             |
| Ministerio de Vivienda, Ordenamiento Territorial y Medio Ambiente     | Beatriz Martínez                                                      |                                                                       | Nacional                                                              | 24 de agosto de 1999 - 1 de marzo de 2000                             |
| Secretaría                                                            | Titular                                                               | Partido                                                               | Partido                                                               | Período                                                               |
| Secretaría de Presidencia                                             | Elías Bluth                                                           |                                                                       | Colorado                                                              | 1 de marzo de 1995 - 1 de marzo de 2000                               |
| Prosecretaría de Presidencia                                          | Alberto Scavarelli                                                    |                                                                       | Colorado                                                              | 1 de marzo de 1995 - 1 de marzo de 2000                               |
| Oficina de Planeamiento y Presupuesto                                 | Ariel Davrieux                                                        |                                                                       | Colorado                                                              | 1 de marzo de 1995 - 1 de marzo de 2000                               |

## Política nacional

### Educación
Por reforma educativa de Germán Rama, se conoce en Uruguay a una controversial reforma lanzada en el año 1995 que introdujo cambios en todo el sistema educativo uruguayo en el período comprendido entre los años 1995 y 2000, durante el gobierno de Julio María Sanguinetti, siendo director nacional de educación pública el profesor Germán Rama. Algunas características de la reforma como la implementación del plan de estudios 96' implicaron cambios en el sistema educativo que se implementaron en años posteriores, como la creación del plan TEMS (Transformación de la Educación Media Superior), establecido en el año 2003 para adaptar la educación media superior (bachillerato) a la Reforma de Rama.

### Reforma previsional y creación de las AFAPS
Durante la administración de Lacalle comenzó a trabajarse un sistema alternativo de jubilación, que se concretó en el primer año de la segunda administración de Sanguinetti.La Ley N° 16713, o Ley de Seguridad Social, fue aprobada en septiembre de 1995.El nuevo sistema ahora mixto generó una capitalización con cuentas individuales, donde los afiliados a determinada Administradora de Fondos de Ahorra Previsional —AFAP— entregan a esta la proporción de sus emolumentos que corresponde, según ley, y ello se registra en sus respectivas cuotas individuales, cuyo saldo total se les informa mensualmente.Estas Administradores se organizarían bajo el derecho privado, en la forma de sociedad anónimas.

## Economía

### Crecimiento del PIB
La segunda administración de Julio María Sanguinetti arrojó una tasa media de crecimiento del 2,04% durante el quinquenio 1995-1999, aunque fue irregular.El primer y último año demostraron caídas, no así los otros —en 1995 un -1,4% y en 1999 un -1,5%—.La considerable dispersión del crecimiento en el lapso total se debió a la incidencia de factores externos; a pesar de no ocurrir recesiones importantes de carácter mundial, sí hubo distintas crisis localizadas no exentas de repercusión mundial.El crecimiento negativo de 1995 debe atribuirse fundamentalmente a la crisis financiera mexicana, que estalló en diciembre de 1994 y que mantuvo efectos desestabilizadores sobre la región.Mientras que la caída abrupta de 1999 se debe imputar a la crisis sufrida en Brasil en enero de aquel año, que golpeó a Uruguay y Argentina con enorme intensidad.

### Política tributaria
La política tributaria durante el segundo gobierno de Julio María Sanguinetti se caracterizó por presentar dos tendencias: por un lado obtener mayores ingresos fiscales mediante la suba de algunos impuestos de consumo y de la renta, por el otro exoneraciones en impuestos a las rentas o disminuciones en los aportes patronales al Banco de Previsión Social de las contribuciones especiales de seguridad social para fomentar las inversiones en la producción en el sector privado. Tan pronto como inició el período gubernamental se implementó un ajuste fiscal en abril mediante la ley n.° 16.697 del 25 de abril de 1995 y más adelante se aprobó una de las reformas más importantes del período, que fue la reforma del sistema de seguridad social por la ley n.° 16.713 del 3 de setiembre, estableciendo un nuevo sistema mixto, con base de solidaridad intergeneracional gestionado por el BPS, una capa adicional para ingresos que superen cierto tope de ahorro individual obligatorio en entidades privadas denominadas AFAP, y una segunda capa de ahorro individual voluntario en las AFAP.